# Serie A2 2017-2018 (pallacanestro femminile)
Il campionato di Serie A2 di pallacanestro femminile 2017-2018 è stato il trentottesimo organizzato in Italia.

## Regolamento
Il numero delle società è salito a 31. Dalla Serie A1 è retrocessa la Cestistica Spezzina ed ha rinunciato alla iscrizione in Serie A1 la Pallacanestro Femminile Umbertide che è così scesa in A2.
Ha rinunciato alla promozione in A1 la Progresso Bologna. Inoltre, hanno rinunciato all'iscrizione in A2 le aventi diritto B.Ethic Ferrara e CMO Castellammare di Stabia. La retrocessa in B Mercede Alghero è stata ripescata.
Le promosse dalla Serie B sono Faenza B. Project e San Raffaele, mentre hanno rinunciato Basket Cavezzo e Libertas Basket Bologna.
Ammesse per completare l'organico Magnolia CB, Cestistica Savonese, Tigers RL Forlì e Pol. A.Galli.
Secondo le Disposizioni Organizzative Annuali le 31 squadre partecipanti sono suddivise in due gironi da 16 e 15 squadre rispettivamente su base geografica. Viene disputata una stagione regolare con incontri di andata e ritorno.
Al termine della Prima Fase la prima squadra di ogni girone viene promossa in Serie A1. Le 8 squadre classificate dal 2 al 9 posto di ogni girone sono ammesse ai Play Off promozione, che designano la squadra ammessa allo spareggio promozione per la Serie A1. Ogni turno di Play Off si disputa in gara unica in casa della migliore classificata al termine della stagione regolare. Le due squadre vincenti i Play Off disputano uno spareggio in gara unica. Infine la vincente disputa in casa lo spareggio con la perdente i Play Out della Serie A1.
Le squadre classificate al 14º e al 15º posto di ogni girone sono ammesse ai Play Out – al meglio delle tre gare – che decretano due retrocessioni in Serie B.
Le squadre classificate al 16º (ed ultimo) posto di ogni girone retrocedono direttamente in Serie B.

## Partecipanti
Girone Nord:
- Edelweiss Albino
- B.C. Bolzano
- Costa Masnaga
- B.T. Crema
- CUS Cagliari
- Basket Carugate
- BCC Derthona Bk.
- Giants Marghera
- Sanga Milano
- Sistema Rosa
- Lupe San Martino
- S. Salv. Selargius
- GEAS
- Libertas SBS Udine
- Vicenza
- Alpo Basket

Girone Sud:
- Verga Palermo
- Cest. Spezzina
- Azzurra Orvieto
- Cestistica Savonese
- FeBa Civ. Marche
- Faenza B. Project
- Magnolia CB
- Umbertide
- Mercede Alghero
- Progresso Bologna
- Pol. A.Galli
- San Raffaele
- USE Empoli
- Virtus Cagliari
- Tigers RL Forlì

## Stagione regolare
Si è disputata tra il 29 settembre 2017 e il 28 aprile 2018.

### Girone Nord

#### Classifica
|  | Pos. | Squadra                         | Pt. | G  | V  | P  | PtF  | PtS  | Dif. |
|  | ---- | ------------------------------- | --- | -- | -- | -- | ---- | ---- | ---- |
|  | 1.   | GEAS Sesto San Giovanni         | 54  | 30 | 27 | 3  | 2036 | 1509 | +527 |
|  | 2.   | B&P AutoRicambi Costa Masnaga   | 48  | 30 | 24 | 6  | 2093 | 1700 | +393 |
|  | 3.   | Alpo Villafranca                | 44  | 30 | 22 | 8  | 1821 | 1543 | +278 |
|  | 4.   | Eco Program Castelnuovo Scrivia | 42  | 30 | 21 | 9  | 1884 | 1724 | +160 |
|  | 5.   | Tec-Mar Crema                   | 38  | 30 | 19 | 11 | 1798 | 1693 | +105 |
|  | 6.   | Giants Marghera                 | 36  | 30 | 18 | 12 | 1784 | 1728 | +56  |
|  | 7.   | VelcoFin Vicenza                | 36  | 30 | 18 | 12 | 1696 | 1604 | +92  |
|  | 8.   | Il Ponte Casa d'Aste Milano     | 34  | 30 | 17 | 13 | 1733 | 1658 | +75  |
|  | 9.   | Libertas SBS Udine              | 34  | 30 | 17 | 13 | 1683 | 1662 | +21  |
|  | 10.  | Fassi Edelweiss Albino          | 26  | 30 | 13 | 17 | 1619 | 1649 | -30  |
|  | 11.  | Itas Alperia Bolzano            | 16  | 30 | 8  | 22 | 1654 | 1945 | -291 |
|  | 12.  | CUS Cagliari                    | 16  | 30 | 8  | 22 | 1483 | 1907 | -424 |
|  | 13.  | Fanola San Martino              | 16  | 30 | 8  | 22 | 1647 | 1825 | -178 |
|  | 14.  | Carosello Carugate              | 14  | 30 | 7  | 23 | 1731 | 1888 | -157 |
|  | 15.  | G.S. San Salvatore Selargius    | 14  | 30 | 7  | 23 | 1720 | 1928 | -208 |
|  | 16.  | G&G International Pordenone     | 12  | 30 | 6  | 24 | 1672 | 2091 | -419 |

      Promossa in Serie A1.
      Ammesse ai play-off promozione.
      Ammesse ai play-out.
      Retrocessa in Serie B.
  Vincitrice della Coppa Italia di Serie A2 2018
Note:
Due punti a vittoria, zero a sconfitta.

#### Risultati
|                         | ALP   | BZN   | CUS   | CAR   | CAS   | COS   | CRE   | EDE   | GEA   | MAR   | PDN   | LSM   | SSS   | MIL   | UDI   | VIC   |
| ----------------------- | ----- | ----- | ----- | ----- | ----- | ----- | ----- | ----- | ----- | ----- | ----- | ----- | ----- | ----- | ----- | ----- |
| Alpo                    |       | 92-45 | 62-20 | 61-53 | 51-38 | 56-65 | 60-40 | 46-49 | 51-39 | 58-56 | 68-47 | 61-53 | 71-56 | 68-50 | 56-43 | 49-51 |
| Bolzano                 | 57-66 |       | 54-58 | 77-80 | 72-60 | 60-59 | 53-59 | 68-62 | 40-78 | 41-66 | 53-65 | 48-40 | 62-57 | 62-64 | 67-62 | 58-75 |
| CUS Cagliari            | 48-63 | 57-45 |       | 58-51 | 37-62 | 42-74 | 37-74 | 50-70 | 51-75 | 57-52 | 71-58 | 55-61 | 72-64 | 39-67 | 54-47 | 47-57 |
| Carugate                | 63-70 | 73-43 | 73-45 |       | 47-67 | 50-73 | 60-70 | 57-63 | 63-85 | 63-69 | 85-56 | 53-61 | 73-80 | 49-60 | 41-50 | 38-62 |
| Castelnuovo Scrivia     | 54-63 | 62-60 | 66-34 | 82-43 |       | 83-70 | 71-42 | 51-46 | 43-76 | 47-60 | 79-66 | 60-51 | 79-65 | 51-49 | 69-56 | 51-59 |
| Costa Masnaga           | 70-57 | 70-47 | 82-43 | 65-56 | 82-66 |       | 61-54 | 68-53 | 55-61 | 76-58 | 83-59 | 65-45 | 66-59 | 74-61 | 63-48 | 74-61 |
| Crema                   | 69-64 | 82-39 | 67-37 | 54-47 | 68-53 | 63-62 |       | 53-45 | 71-72 | 65-57 | 55-79 | 77-68 | 54-53 | 51-46 | 70-45 | 46-65 |
| Edelweiss               | 49-65 | 53-44 | 54-67 | 47-56 | 60-68 | 54-81 | 53-49 |       | 39-44 | 43-47 | 64-39 | 64-53 | 60-53 | 51-36 | 40-44 | 53-48 |
| GEAS                    | 61-55 | 73-48 | 77-47 | 71-45 | 59-60 | 58-57 | 57-61 | 73-52 |       | 63-34 | 75-57 | 84-63 | 87-49 | 63-49 | 70-53 | 57-40 |
| Giants Marghera         | 52-51 | 73-58 | 67-56 | 49-41 | 68-80 | 65-75 | 61-62 | 65-59 | 48-76 |       | 47-52 | 57-48 | 67-51 | 65-55 | 69-59 | 63-51 |
| Pordenone               | 55-62 | 48-74 | 69-68 | 73-65 | 73-85 | 57-91 | 40-86 | 57-58 | 42-79 | 61-76 |       | 58-66 | 64-65 | 51-65 | 55-73 | 53-57 |
| Lupe San Martino        | 44-61 | 52-67 | 63-58 | 48-63 | 53-60 | 50-57 | 69-55 | 76-53 | 50-67 | 51-67 | 53-66 |       | 86-54 | 48-65 | 44-54 | 58-62 |
| San Salvatore Selargius | 56-59 | 61-41 | 65-35 | 56-66 | 52-73 | 63-73 | 68-62 | 32-78 | 35-67 | 62-66 | 75-50 | 63-45 |       | 47-64 | 66-71 | 44-57 |
| Sanga Milano            | 61-55 | 63-51 | 64-41 | 61-60 | 52-58 | 68-65 | 71-52 | 64-52 | 53-69 | 57-61 | 71-50 | 51-65 | 61-60 |       | 62-39 | 45-65 |
| Libertas SBS Udine      | 49-62 | 62-60 | 57-48 | 65-56 | 65-44 | 55-63 | 50-59 | 48-42 | 57-66 | 55-53 | 76-29 | 54-35 | 66-62 | 54-41 |       | 66-63 |
| Vicenza                 | 50-58 | 73-60 | 67-51 | 67-61 | 45-62 | 48-74 | 50-28 | 47-53 | 41-54 | 55-46 | 66-43 | 66-48 | 53-47 | 42-57 | 53-60 |       |

### Girone Sud

#### Classifica
|  | Pos. | Squadra                           | Pt. | G  | V  | P  | PtF  | PtS  | Dif. |
|  | ---- | --------------------------------- | --- | -- | -- | -- | ---- | ---- | ---- |
|  | 1.   | Scotti USE Rosa Empoli            | 52  | 28 | 26 | 2  | 1999 | 1614 | +385 |
|  | 2.   | Andros Basket Palermo             | 46  | 28 | 23 | 5  | 1999 | 1643 | +356 |
|  | 3.   | Matteiplast Bologna               | 42  | 28 | 21 | 7  | 1965 | 1606 | +359 |
|  | 4.   | RR Retail Galli Bk San Giovanni   | 42  | 28 | 21 | 7  | 2135 | 1776 | +359 |
|  | 5.   | Infa Feba Civitanova Marche       | 40  | 28 | 20 | 8  | 1803 | 1584 | +219 |
|  | 6.   | Carispezia Cestistica Spezzina    | 32  | 28 | 16 | 12 | 1811 | 1735 | +76  |
|  | 7.   | Infinity Bio Faenza               | 30  | 28 | 15 | 13 | 1821 | 1744 | +77  |
|  | 8.   | La Molisana Campobasso            | 30  | 28 | 15 | 13 | 1755 | 1642 | +113 |
|  | 9.   | Ceprini Costruzioni Orvieto       | 26  | 28 | 13 | 15 | 1693 | 1826 | -133 |
|  | 10.  | Cestistica Savonese               | 22  | 28 | 11 | 17 | 1735 | 1850 | -115 |
|  | 11.  | Pallacanestro Femminile Umbertide | 22  | 28 | 11 | 17 | 1666 | 1772 | -106 |
|  | 12.  | San Raffaele Basket               | 14  | 28 | 7  | 21 | 1757 | 1933 | -176 |
|  | 13.  | Tigers Rosa Libertas Forli        | 10  | 28 | 5  | 23 | 1479 | 1942 | -463 |
|  | 14.  | Surgical Virtus Cagliari          | 8   | 28 | 4  | 24 | 1488 | 1997 | -509 |
|  | 15.  | Mercede Alghero                   | 4   | 28 | 2  | 26 | 1598 | 2040 | -442 |

      Promossa in Serie A1.
      Ammesse ai play-off promozione.
      Ammesse ai play-out.
Note:
Due punti a vittoria, zero a sconfitta.

#### Risultati
|                     | AOR   | BOL   | CMA   | FAE   | GAL   | CSP   | MCB   | MAL   | PAL   | SRA   | CSV   | TFO   | USE   | UMB   | VCA   |
| ------------------- | ----- | ----- | ----- | ----- | ----- | ----- | ----- | ----- | ----- | ----- | ----- | ----- | ----- | ----- | ----- |
| Azzurra Orvieto     |       | 53-73 | 66-58 | 63-57 | 61-79 | 74-75 | 61-56 | 59-74 | 57-86 | 62-58 | 77-46 | 75-62 | 54-72 | 72-59 | 80-48 |
| Progresso Bologna   | 81-42 |       | 76-67 | 80-67 | 75-58 | 71-62 | 74-40 | 80-50 | 65-67 | 87-57 | 76-59 | 73-48 | 60-65 | 57-45 | 71-46 |
| Civitanova Marche   | 69-58 | 81-57 |       | 48-56 | 72-69 | 70-47 | 52-49 | 81-49 | 76-55 | 72-44 | 63-53 | 81-56 | 59-69 | 64-40 | 80-42 |
| Faenza              | 58-60 | 67-78 | 54-47 |       | 56-65 | 37-76 | 75-47 | 75-51 | 58-66 | 67-58 | 64-48 | 58-42 | 63-71 | 51-56 | 65-43 |
| Pol. A. Galli       | 70-52 | 84-73 | 81-65 | 87-85 |       | 82-56 | 64-65 | 98-63 | 51-70 | 75-63 | 82-68 | 73-41 | 64-73 | 75-59 | 93-67 |
| Cest. Spezzina      | 89-49 | 57-66 | 51-56 | 60-73 | 50-78 |       | 69-63 | 85-79 | 45-68 | 48-56 | 65-57 | 80-53 | 60-79 | 63-68 | 58-31 |
| Magnolia Campobasso | 47-61 | 49-48 | 63-71 | 75-76 | 83-72 | 45-57 |       | 77-58 | 62-58 | 81-61 | 63-51 | 86-50 | 51-53 | 59-77 | 72-42 |
| Mercede Alghero     | 69-46 | 45-67 | 53-61 | 57-80 | 46-93 | 45-74 | 53-66 |       | 56-66 | 53-72 | 54-75 | 56-58 | 50-84 | 48-56 | 58-63 |
| Palermo             | 61-54 | 57-46 | 75-44 | 75-59 | 59-79 | 68-65 | 59-47 | 91-60 |       | 78-45 | 76-63 | 87-50 | 83-84 | 73-67 | 90-65 |
| San Raffaele        | 64-69 | 73-80 | 63-70 | 67-80 | 71-72 | 68-75 | 42-73 | 85-68 | 58-67 |       | 53-69 | 62-64 | 54-69 | 75-66 | 80-72 |
| Cest. Savonese      | 64-51 | 43-66 | 54-70 | 74-67 | 71-84 | 59-69 | 69-85 | 74-71 | 54-80 | 60-52 |       | 75-40 | 53-62 | 84-70 | 76-61 |
| Tigers Forlì        | 53-65 | 43-79 | 48-56 | 54-81 | 57-71 | 55-64 | 53-74 | 72-64 | 39-70 | 65-88 | 59-44 |       | 51-80 | 65-69 | 63-60 |
| USE Empoli          | 74-47 | 74-67 | 50-54 | 76-52 | 79-74 | 67-74 | 52-37 | 81-57 | 83-72 | 69-65 | 68-53 | 66-44 |       | 71-43 | 92-70 |
| Umbertide           | 64-55 | 64-68 | 45-59 | 66-69 | 56-71 | 59-64 | 48-63 | 67-59 | 53-69 | 60-52 | 62-72 | 60-50 | 56-65 |       | 76-53 |
| Virtus Cagliari     | 60-70 | 43-71 | 61-57 | 54-71 | 40-91 | 59-73 | 36-77 | 54-52 | 58-73 | 62-71 | 60-67 | 45-44 | 47-71 | 46-55 |       |

## Seconda fase

### Play Off Promozione

#### Quarti di finale
Le gare si sono disputate il 5 e 6 maggio 2018.
| Girone Nord                     |         |                                |
| B&P AutoRicambi Costa Masnaga   | 71 - 57 | Libertas SBS Udine             |
| Tec-Mar Crema                   | 69 - 55 | Giants Marghera                |
| Eco Program Castelnuovo Scrivia | 79 - 71 | VelcoFin Vicenza               |
| Alpo Villafranca                | 61 - 55 | Il Ponte Casa d'Aste Milano    |
| Girone Sud                      |         |                                |
| Andros Basket Palermo           | 86 - 50 | Ceprini Costruzioni Orvieto    |
| Infa Feba Civitanova Marche     | 72 - 52 | Carispezia Cestistica Spezzina |
| RR Retail Galli Bk San Giovanni | 59 - 65 | Infinity Bio Faenza            |
| Matteiplast Bologna             | 66 - 58 | La Molisana Campobasso         |

#### Semifinali
Le gare si sono disputate il 9 e il 10 maggio 2018.
| Girone Nord                   |         |                                 |
| B&P AutoRicambi Costa Masnaga | 69 - 54 | Tec-Mar Crema                   |
| Alpo Villafranca              | 59 - 57 | Eco Program Castelnuovo Scrivia |
| Girone Sud                    |         |                                 |
| Andros Basket Palermo         | 65 - 55 | Infa Feba Civitanova Marche     |
| Matteiplast Bologna           | 68 - 73 | Infinity Bio Faenza             |

#### Finali
Le gare si sono disputate il 12 (la finale del girone Sud) e il 15 maggio 2018 (la finale del girone Nord).
| Girone Nord                   |         |                     |
| B&P AutoRicambi Costa Masnaga | 64 - 65 | Alpo Villafranca    |
| Girone Sud                    |         |                     |
| Andros Basket Palermo         | 66 - 72 | Infinity Bio Faenza |

#### Spareggio A2
La gara si è disputata in campo neutro, al PalaTagliate di Lucca, il 19 maggio 2018.
|                  |         |                     |  |  |  |
| Alpo Villafranca | 57 - 61 | Infinity Bio Faenza |  |  |  |

### Spareggio Promozione/Retrocessione
Si è disputata il 27 maggio 2018, a Faenza, tra la vincente dei play-off e la perdente dei play-out della Serie A1.
|                     |         |                         |  |  |  |
| Infinity Bio Faenza | 82 - 85 | Meccanica Nova Vigarano |  |  |  |

### Play Out Retrocessione

#### Finali
Le gare si sono disputate il 5 e il 12 maggio 2018.
| Squadra 1                | Totale | Squadra 2                    | Gara 1  | Gara 2  | Gara 3 |
| ------------------------ | ------ | ---------------------------- | ------- | ------- | ------ |
| Carosello Carugate       | 2 - 0  | Mercede Alghero              | 78 - 49 | 70 - 58 | -      |
| Surgical Virtus Cagliari | 0 - 2  | G.S. San Salvatore Selargius | 56 - 60 | 65 - 79 | -      |

## Verdetti
- Promosse in Serie A1: GEAS Sesto San Giovanni e Scotti USE Rosa Empoli
- Retrocesse in Serie B: G&G International Pordenone e dopo i play-out, Surgical Virtus Cagliari e Mercede Alghero.
- Vincitrice Coppa Italia di Serie A2: Tec-Mar Crema.